# Al Riffa (métro de Doha)
Al Riffa (en arabe : الرفاع) est une station sur la Ligne Verte du Métro de Doha. Elle est ouverte en 2019.

## Histoire
La station est mise en service le 10 décembre 2019.

## À proximité
- Stade Ahmed-ben-Ali